# Eorsa
Eorsa est une île du Royaume-Uni située en Écosse.